# Édouard Pecher (1885-1926)
Édouard Gustave Charles Marie Pecher (Antwerpen, 24 november 1885 - Brussel, 27 december 1926) was een Belgisch politicus voor de Liberale Partij.

## Biografie

### Familie
Édouard Pecher was een kleinzoon van Édouard Pecher, een ondernemer voornamelijk in Brazilië actief. Zijn overgrootvader Charles Pecher was oprichter van de Liberale Partij in Antwerpen. Zijn tante Julie Pecher was journalist en werd beroemd na de moord op haar echtgenoot die tot de zaak-Peltzer leidde. Later hertrouwde ze met Frédéric Delvaux, advocaat, provincieraadslid van Antwerpen en volksvertegenwoordiger.
Hij trouwde in 1912 in Antwerpen met Emilie Speth (1891-1945), voorzitster van de Nationale Federatie der Liberale Vrouwen, dochter van Frédéric Speth, een uit Pruisen geëmigreerde ondernemer wiens firma gespecialiseerd in petroleumproducten mee lag aan de basis van de American Petroleum Company, en zus van Jean Speth, ondernemer, burgemeester van Kapellen en senator. Hun zoon Charles Pecher was een pionier in de nucleaire geneeskunde.
Edouard Pecher promoveerde tot doctor in de rechten (1908) aan de Université libre de Bruxelles.

### Loopbaan
Pecher was van 1912 tot 1919 en van 1921 tot aan zijn overlijden in 1926 verkozen tot liberaal volksvertegenwoordiger voor het arrondissement Antwerpen. Op 15 november 1926 werd hij opgenomen in de regering-Henri Jaspar I als minister van Koloniën, maar amper een maand later overleed hij.
In juni 1921 volgde hij Albert Mechelynck op als voorzitter van de Liberale Partij, een functie die hij bleef uitoefenen tot aan zijn overlijden in 1926. Na zijn overlijden volgde Albert Devèze hem op.
Pecher werd in 1926, enkele maanden voor zijn dood, verkozen tot gemeenteraadslid van Antwerpen.
Hij stichtte tevens de Landsbond der Liberale Mutualiteiten, de overkoepelende organisatie van de Belgische liberale mutualiteiten.
Pecher overleed in 1926 door een griepaanval, waarna hij begraven werd op de Kielbegraafplaats. Nadat deze begraafplaats in 1936 sloot werd zijn graf verplaatst naar het Antwerpse Schoonselhof. Er zijn twee straten naar hem genoemd: de Eduard Pêcherstraat in Gentbrugge en de Edward Pecherstraat in Antwerpen.